# Connor Swindells
Connor Ryan Swindells (ur. 19 września 1996 w Lewes) – brytyjski aktor, model i były bokser. Najbardziej znany z roli Adama Groffa w serialu Netflixa pt. Sex Education.

## Życiorys

### Wczesne lata
Urodził się w Lewes, w hrabstwie East Sussex. Jego matka zmarła, gdy miał 7 lat. W świetle tragedii, on i jego ojciec zamieszkali z dziadkami Connora w West Chiltington, aż do przeprowadzki do Billingshurst, zarówno w dystrykcie Horsham w West Sussex. Uczęszczał do Rydon Community College i Steyning Grammar School.

### Kariera
Zaczął występować, gdy zobaczył plakat do lokalnej sztuki, a jego przyjaciel odważył się go przesłuchać; dostał główną rolę. Następnie zagrał w dwóch kolejnych lokalnych przedstawieniach i dostał agenta pod koniec trzeciej sztuki.
Zadebiutował na małym ekranie w roli Mostyna w serialu Rozpustnice (Harlots, 2017). Wkrótce wystąpił jako Fletcher w jednym z odcinków serialu Sky 1 Jamestown. 
W marcu 2017 Swindells został obsadzony w roli Donalda McArthura w szkockim dreszczowcu psychologicznym Bez śladu (The Vanishing) z Gerardem Butlerem i Peterem Mullanem. Zdjęcia rozpoczęły się w kwietniu 2017, zostały opublikowane 4 stycznia 2019.
W 2019 przyjął rolę Adama Groffa, syna dyrektora, tyrana, który ma napięte relacje z ojcem w serialu Netflix Sex Education u boku Asy Butterfielda i Gillian Anderson.

## Filmografia
Filmy
- 2018: VS. jako Adam
- 2018: Bez śladu (The Vanishing) jako Donald McArthur
- 2020: Emma (Emma) jako Robert Martin

Seriale
- 2019–2023: Sex Education jako Adam Groff

## Nagrody i nominacje
| Rok  | Nagroda                                 | Kategoria                                 | Film          | Wynik     |
| ---- | --------------------------------------- | ----------------------------------------- | ------------- | --------- |
| 2017 | Nagroda magazynu „Screen International” | Gwiazdy jutra                             | -             | Wygrana   |
| 2019 | MTV Movie Award                         | Najlepszy filmowy pocałunek z Ncuti Gatwa | Sex Education | Nominacja |